# I Am... (album de Nas)
Pour les articles homonymes, voir I Am.
Albums de Nas
The Firm: The Album
(1997) Nastradamus
(1999)
Singles
1. Nas Is Like
Sortie : 2 mars 1999
2. Hate Me Now
Sortie : 6 avril 1999

I Am... est le troisième album studio de Nas, sorti le 6 avril 1999.

## Contexte
Initialement, l'album était conçu comme un double album intitulé I Am... The Autobiography, mais en raison de la distribution sur internet d'une partie de l'album, Nas et Columbia ont décidé d'annuler le projet, d'enregistrer de nouveaux morceaux et de publier un album simple au titre réduit I Am.... Certaines chansons qui avaient été écartées de l'album ont été publiées la même année dans l'album Nastradamus puis dans la compilation The Lost Tapes sortie en 2002, laissant entrevoir ce qu'était le projet initial. Le reste a été diffusé dans diverses mixtapes et bootlegs non officiels au cours des années.
Même si l'album I Am... s'est bien vendu, il a été très critiqué car considéré comme trop commercial et pas très créatif. L'album a malgré tout débuté à la première place du Billboard 200 en vendant 470 000 copies dès la première semaine et a été certifié double disque de platine par la Recording Industry Association of America (RIAA) le 27 avril 2000.
L'album a été nommé aux Grammy Awards en 2000 dans la catégorie « meilleur album de rap ».

## Singles
Le premier single, Hate Me Now, est un featuring avec Puff Daddy. Le morceau s'est classé 62e au Billboard Hot 100, 8e au Hot Rap Singles et 18e au Hot R&B/Hip-Hop Songs. Il a été nommé pour les MTV Music Awards dans la catégorie « meilleure vidéo de rap ».
Le second single, Nas Is Like, s'est classé 86e au Billboard Hot 100, 30e au Hot R&B/Hip-Hop Songs et 3e au Hot Rap Singles.

## Double album original perdu?
Ce double album originel est grandement discuté par les fans du rappeur Nas. Selon eux et d'après ce qu'ils savent du projet, l'album aurait pu être l'un des plus grands classiques du Hip-Hop, au lieu de deux disques séparés très critiquables quant à leur orientation commerciale et au manque de cohérence et de ligne de force.Différentes tentatives ont été faites pour reconstituer le double album mais les listes de morceaux proposées sont plus ou moins arbitraires et relèvent davantage d'une envie d'inclure certains morceaux particulièrement appréciés des albums I Am... et Nastradamus, morceaux sans doute enregistrés après l'abandon du projet, que d'une véritable recherche pour recomposer réellement l'album.
En 2023, Columbia annonce la sortie de la version originale du troisième album de Nas. C'est finalement un double disque vinyle de 13 pistes seulement qui est publié le 24 novembre 2023. Il s'agit en fait de la partie qui avait circulé en MP3 fin 1998. Sur ces 13 morceaux, quatre avaient été publiés sur I Am..., un sur Nastradamus en version remixée et 4 autres sur The Lost Tapes dont un avec un nouveau mix. Seuls quatre morceaux sont publiés officiellement pour la première fois : "Sometimes I Wonder", "Day Dreamin', Stay Schemin'", "Hardest Thing Is To Stay Alive" et "Wanna Play Rough". Néanmoins, cela peut donner une idée de ce qu'aurait pu être le projet orignal et notamment son premier disque (auquel il manquerait l'introduction medley mixée par DJ Premier, "New York State of Mind Pt. II", "Undying Love" et peut-être la version originale de "Hate Me Now" avec le sample de "O Fortuna" de Carl Off qui est rejoué dans la version publiée).

## Description du concept initial
Le premier disque était censé raconter la vie du rappeur Nas Escobar depuis le ventre de sa mère ("Fetus"), l'atmosphère oppressante dans laquelle il grandit ("N.Y. State of Mind pt. 2"), le modèle de la criminalité et ses conséquences ("Small World"), l'obsession fétichiste pour l'argent ("Money Is My Bitch"), la difficulté à se projeter dans l'avenir ("Project Windows"), le modèle ambivalent de son père ("Poppa Was A Playa"), les incertitudes et la peine générées par le mode de vie des rues ("Sometimes I Wonder"), les trahisons qui menacent ("Day Dreamin', Stay Schemin'"), les dangers de continuer de flirter avec l'illégalité des ghettos ("Hardest Thing Is To Stay Alive"), l'usure d'une vie à cent à l'heure soutenue artificiellement par l'alcool ("Drunk By Myself"), les tentations et la décadence du star système ("Blaze A 50"), jusqu'à un destin tragique de rappeur gangster (comme 2Pac et B.I.G. auxquels il rend un hommage dans "We Will Survive" - expliquant que c'est d'eux qu'il tire l'inspiration de cet album : enfance, image de la mort, résurrection, leçons de vie...), une mort qu'il s'imagine par suicide après vengeance pour l'infidélité de sa femme ("Undying Love").
Le contenu du second disque raconterait la résurrection et l'avènement d'un nouveau Nas ("Afterlife", "Amongst Kings"), nouveau personnage qu'il nomme "Nastradamus" (le morceau et l'album éponymes vont reprendre l'idée générale mais de manière moins systématique) qui se détourne du rap de gangster, prend du recul sur ce qu'il est ("Nas Is Like") et accepte la lourde responsabilité qui incombe à un rappeur célèbre ("The Curse", dont seul un extrait a été diffusé), une mission de protecteur, professeur ou prophète pour les ghettos et la jeunesse (comme le suggère son prénom), encourageant chacun à garder le contrôle de sa vie ("Life Is What You Make It"), à viser plus loin que les basses querelles d'égo qui n'amènent que des problèmes ("Your Mouth Got You In It") à rechercher et développer sa richesse intérieure ("Find Ya Wealth"), à se tourner éventuellement vers Dieu plutôt que vers les trafics ("Pray"), à être fiers de ce qu'ils sont ("Seeds of Heaven (Blackness)"), à tirer les leçons du passé ("Rise And Fall") et à affronter leurs limites et leur peurs pour se dépasser ("My Worst Enemy").

## Liste des titres
| 1.    | Album Intro (Produit par DJ Premier)                                                | Thème principal du film Amityville : La Maison du diable de Lalo Schifrin Live at the Barbeque de Main Source Halftime de Nas It Ain't Hard to Tell de Nas The World Is Yours de Nas One Love de Nas The Message de Nas Street Dreams de Nas If I Ruled the World (Imagine That) de Nas Memory Lane (Sittin' in da Park) de Nas | 2:50 |
| 2.    | N.Y. State of Mind Pt. II (Produit par DJ Premier)                                  | N.Y. State of Mind de Nas Mahogany d'Eric B. and Rakim | 3:36 |
| 3.    | Hate Me Now (featuring Puff Daddy – Produit par Pretty Boy, D. Moet et Poke & Tone) | O Fortuna (Carmina Burana) de Carl Orff | 4:44 |
| 4.    | Small World (Produit par Nashiem Myrick et Carlos Broady)                           | Love to Last Forever de Zulema | 4:45 |
| 5.    | Favor for a Favor (featuring Scarface – Produit par L.E.S.)                         | | 4:07 |
| 6.    | We Will Survive (Produit par Poke & Tone et Jamal Edgerten)                         | This Is It de Kenny Loggins | 5:00 |
| 7.    | Ghetto Prisoners (Produit par Dame Grease)                                          | | 4:00 |
| 8.    | You Won't See Me Tonight (featuring Aaliyah – Produit par Timbaland)                | Hang On de Jerry Goldsmith | 4:22 |
| 9.    | I Want to Talk to You (Produit par L.E.S. et Alvin West)                            | | 4:36 |
| 10.   | Dr. Knockboot (Produit par Poke & Tone)                                             | Chameleon de Herbie Hancock Say What d'Idris Muhammad We Got It de Cam'ron | 2:25 |
| 11.   | Life Is What You Make It (featuring DMX – Produit par L.E.S.)                       | Vitroni's Theme - King Is Dead de Roy Ayers | 4:04 |
| 12.   | Big Things (Produit par Alvin West)                                                 | Theme from Mahogany de Diana Ross | 3:39 |
| 13.   | Nas Is Like (Produit par DJ Premier)                                                | What Child Is This? de John V. Rydgren et Bob R. Way Why de Don Robertson It Ain't Hard to Tell de Nas Street Dreams de Nas Nobody Beats the Biz de Biz Markie | 3:57 |
| 14.   | K-I-SS-I-N-G (Produit par L.E.S. et Alvin West)                                     | When a Woman's Fed Up de R. Kelly | 4:15 |
| 15.   | Money Is My Bitch (Produit par Alvin West et Poke & Tone)                           | | 4:02 |
| 16.   | Undying Love (Produit par L.E.S.)                                                   | Milk and Honey de Jackson C. Frank | 4:23 |
| 64:45 |                                                                                     | |      |

## Classements
| Pays - classement (1999)            | Meilleure position |
| ----------------------------------- | ------------------ |
| Canada (Canadian Albums)            | 2                  |
| Pays-Bas (Mega Album Top 100)       | 61                 |
| France (SNEP)                       | 23                 |
| Allemagne (Media Control AG)        | 16                 |
| Norvège (VG-lista)                  | 34                 |
| Suède (Sverigetopplistan)           | 43                 |
| Suisse (Schweizer Hitparade)        | 38                 |
| Royaume-Uni (UK Albums Chart)       | 31                 |
| États-Unis (Billboard 200)          | 1                  |
| États-Unis (Top R&B/Hip-Hop Albums) | 1                  |

| Année | Titre                    | Position dans les classements | Position dans les classements    | Position dans les classements | Position dans les classements |
| Année | Titre                    | Billboard Hot 100             | Hot R&B/Hip-Hop Singles & Tracks | Hot Rap Singles               |                               |
| 1999  | Nas Is Like...           | #86                           | #30                              | #3                            |                               |
| 1999  | Hate Me Now              | #62                           | #18                              | #8                            |                               |
| 1999  | You Won't See Me Tonight | #121                          | #44                              | -                             |                               |
| 1999  | K-I-S-S-I-N-G            | -                             | #50                              | -                             |                               |